# Кондор (телесериал)
«Кондор» (англ. Condor) — американский телесериал (шпионский триллер) по мотивам романа Джеймса Грейди «Шесть дней Кондора» и его экранизации «Три дня Кондора». Первый сезон был выпущен летом 2018 года. Сериал продлен на второй сезон.

## Сюжет
Главный герой — программист Джо Тёрнер, работающий аналитиком в Вашингтоне в компании — тайном подрядчике ЦРУ. Однажды программа, написанная Тёрнером, обнаруживает исламского террориста, который готовится осуществить крупнейший теракт в истории. После предотвращения теракта Тёрнер и коллеги начинают искать связи между терактом и потенциальными выгодополучателями. Они обнаруживают следы подозрительной активности, из-за чего наёмные убийцы получают приказ уничтожить всех причастных к расследованию. Тёрнер, не имея специальной подготовки и надёжных связей, вынужден импровизировать, сражаясь за свою жизнь.

## В ролях
Основной состав
- Макс Айронс — Джо Тёрнер, аналитик, работающий на ЦРУ;
- Кэтерин Каннингэм — Кэти Хэйл, заложница Тёрнера;
- Уильям Хёрт — Боб Партридж, высокопоставленный работник ЦРУ, дядя Джо;
- Лим Любани — Габриэль Жубер, наёмный убийца;
- Анхель Бонанни — Дикон Мейлер, наёмный убийца;
- Кристоффер Полаха — Сэм Барбер, коллега Джо;
- Кристен Хагер — Мэй Барбер, жена коллеги Джо;
- Мира Сорвино — Марти Фрост, высокопоставленный работник ЦРУ;
- Боб Балабан — Руэл Эбботт, заместитель директора ЦРУ;
- Брендан Фрэйзер — Натан Фоулер, сотрудник ЦРУ, куратор Жубер.

## Производство
DirecTV запустило сериал в производство в мае 2016 года. В начале 2017 года были подобраны сценаристы, продюсеры и режиссёры, а также исполнители основных ролей. Основные съёмки проходили весной—летом 2017 года в Торонто. Премьера сериала состоялась 6 июня 2018 года на телеканале Audience. 27 июля 2018 года было объявлено о продлении сериала на второй сезон.

## Отзывы критиков
Рейтинг одобрения критиками первого сезона на агрегаторе Rotten Tomatoes составил 82 % (средний — 6,67), зрителями — 94 %. Оценка сериала на агрегаторе Metacritic — 66 (критики), 6,2 (зрители).

## Факты
- Сериал основан на романе «Шесть дней Кондора» и на его киноадаптации «Три дня Кондора» (1975) режиссёра Сидни Поллака с Робертом Редфордом в главной роли.[7]
- Сериал снимался в особняке Parkwood Estate в Ошаве, Канада. Этот большой особняк с 55 комнатами является федеральной исторической достопримечательностью, ранее принадлежал Сэму МакЛафлину[англ.], основателю General Motors в Канаде[англ.].[7]
- В сериале упоминается компания Roizman. Оуэн Ройзман (Owen Roizman) был оператором-постановщиком на фильме «Три дня Кондора» (1975).[7]
- Актёры Макс Айронс и Кэтерин Каннингэм исполнили роли, которые исполняли Роберт Редфорд и Фэй Данауэй в фильме «Три дня Кондора» (1975) соответственно.[7]

## Ошибки в сериале
В первом эпизоде утверждается, что ципрофлоксацин является вакциной. В реальности же этот препарат является антибиотиком. В одной из серий появляется эпиграф «… проблемой является человек. Нет человека — нет проблемы» за подписью «Иосиф Сталин». Доказано, что это выражение — литературная фантазия советского писателя Анатолия Рыбакова из его романа «Дети Арбата». На прямые вопросы — о происхождении данного анекдота и говорил ли данную фразу И. В. Сталин в чьем-либо присутствии, писатель ответил: «Нет. Но вполне мог бы так сказать».

## Эпизоды

### Сезон 1 (2018)
| № общий | № в сезоне | Название                                              | Режиссёр         | Автор сценария                                                                                         | Дата премьеры   |
| --- | ---------- | ----------------------------------------------------- | ---------------- | --- | --------------- |
| 1 | 1          | «What Loneliness» «Какое одиночество»                 | Лоуренс Триллинг | Сюжет : Джейсон Смилович, Тодд Катцбург и Кен Робинсон Телесценарий : Джейсон Смилович и Тодд Катцбург | июнь 6, 2018    |
| Молодой разработчик Джо Тёрнер узнает, что программу, созданную им для выявления террористов на Ближнем Востоке, начинают использовать в США. Несмотря на его возражения по поводу ущемления прав сограждан, ЦРУ вычисляет с виду невинного жителя города, едва не совершившего теракт. Вскоре дядя Джо Боб поручает команде Тёрнера вычислить сообщников преступника, передавших тому высокотехнологичное устройство с биологическим оружием. Однако, подобравшись слишком близко к правде, Джо привлекает внимание ответственных за происходящее людей, которые отправляют киллеров разобраться с Тёрнером и его товарищами по работе. Цитата из произведения, которая дала название эпизоду: «Какое одиночество бездоннее, чем одиночество неверия?» — Джордж Элиот.                      |            |                                                       |                  | |                 |
| 2 | 2          | «The Solution to All Problems» «Решение всех проблем» | Лоуренс Триллинг | Джейсон Смилович и Тодд Катцбург                                                                       | июнь 13, 2018   |
| Благодаря удачному стечению обстоятельств Джо удается сбежать. Нэйтан предупреждает Сэма о возможном звонке друга, тем самым поставив Джо перед сложным выбором. Попытки Боба спасти племянника лишь ухудшают ситуацию, в то время как стараниями Марти СМИ превращают Тёрнера в убийцу своих коллег. Последний же придумывает способ обмануть киллеров и находит временное пристанище у новой знакомой, которая оказывается не в восторге от появления в её доме разыскиваемого преступника. Цитата, которая дала название эпизоду: «… проблемой является человек. Нет человека — нет проблемы». Цитата из романа Рыбакова А.Н. «Дети Арбата», приписываемая Иосифу Сталину |            |                                                       |                  | |                 |
| 3 | 3          | «A Good Patriot» «Истинный патриот»                   | Лоуренс Триллинг | Джейсон Смилович и Тодд Катцбург                                                                       | июнь 20, 2018   |
| Надеясь защитить Тёрнера, Боб внедряет в оперативную группу бывшую девушку Сары Шарлу Шепард и заручается её поддержкой, а Кэти пытается придумать, как сбежать от взявшего её в заложницы мужчины. Габриэль же с помощью знакомого хакера начинает поиски выжившей цели, в то время как её напарник отправляется на другое задание. Тем временем Барбер подвергается допросу, а Нэйтон старается завоевать расположение отца и дочери. Цитата, которая дала название эпизоду: «Прискорбно, что истинный патриот должен стать врагом остального человечества …» — Вольтер. |            |                                                       |                  | |                 |
| 4 | 4          | «Trapped in History» «Пленники истории»               | Эндрю Маккарти   | Джейсон Смилович, Тодд Катцбург и Кен Робинсон                                                         | июнь 27, 2018   |
| Подозревая, что Тёрнер получил предупреждение от кого-то из её технической группы, Марти делится своими соображениями с Руэлом, прося его предпринять соответствующие меры. Тем временем Джо рассказывает Кэти о своем дяде Бобе, о вступлении в ЦРУ и о том, как это отразилось на его личной и общественной жизни. Габриэль между тем присоединяется к ищущим её цель оперативникам, Шайла балансирует меж двух огней, Партридж с Эбботом затевают опасную игру, а Тёрнер узнает о неожиданном союзнике. Цитата, которая дала название эпизоду: «… люди застряли в истории, а история застряла в них» — Джеймс Болдуин. |            |                                                       |                  | |                 |
| 5 | 5          | «A Diamond With a Flaw» «Алмаз с изъяном»             | Эндрю Маккарти   | Джейсон Смилович и Тодд Катцбург                                                                       | июль 11, 2018   |
| ЦРУ, как и Джо, пытаются воспользоваться единственной ниточкой, ведущей к Калебу — старой подругой Вулфа и Тёрнера Дженис. Пытаясь встретиться с бывшим товарищем по университету, Джо попадает в плен, в то время как Габриэль, в ходе слежки за новой целью, лично знакомится с Партриджем. Шарла пытается снять напряжение и печаль уже проверенным способом, Кэти переходит на сторону своего захватчика, а Мэйлер же, по приказу Фоулера, успешно выполняет порученное ему задание. Цитата, которая дала название эпизоду: «Алмаз с изъяном лучше, чем галька без изъяна» — Конфуций. |            |                                                       |                  | |                 |
| 6 | 6          | «No Such Thing» «Не существует»                       | Кари Скогланд    | Джейсон Смилович и Тодд Катцбург                                                                       | июль 18, 2018   |
| Бойд решает проследить за Жубер, вместе с которой они вскоре обнаруживают Кэти. Однако, когда попытка последней выдать себя за жертву проваливается, Хейл выкладывает все карты на стол, надеясь выиграть себе время для побега. Тем временем Тёрнер встречается с Вулфом, с которым обменивается информацией, а также с Дженис, снабдившей мужчину всем необходимым для дальнейших перемещений. Мэй же вспоминает об одной из вечеринок, где она познакомилась с коллегами мужа по его тайной деятельности. Цитата из сборника «Лучше,чем секс», которая дала название эпизоду: «… нет такой вещи, как паранойя. Все ваши страхи и подозрения почти всегда оказываются правдой, …» — Хантер С. Томпсон.                                                                                     |            |                                                       |                  | |                 |
| 7 | 7          | «Within a Dark Wood» «В сумеречном лесу»              | Кари Скогланд    | Джейсон Смилович и Тодд Катцбург                                                                       | июль 25, 2018   |
| Мэй устраивает поминки по мужу, в ходе которых узнает об Элдоне и о темных делах Сэма, не подозревая, что в её доме установлена прослушка. Тем временем Шепард сообщают о смерти напарника, и в попытках разобраться в происходящем, женщина получает шанс пересмотреть сложившуюся ситуацию. Тёрнер же ищет новое убежище, которое оказывается ненадежным, а также заручается поддержкой неожиданного союзника, не меньше его желающего докопаться до правды. Цитата из поэмы, которая дала название эпизоду: «Земную жизнь пройдя до половины, я очутился в сумрачном лесу, утратив правый путь во тьме долины, …» — Данте Алигьери. |            |                                                       |                  | |                 |
| 8 | 8          | «A Question of Compromise» «Вопрос компромисса»       | Эндрю Маккарти   | Джейсон Смилович и Тодд Катцбург                                                                       | август 1, 2018  |
| Заперев Джо в своем доме, Шарла отправляется на поиски убийцы своей девушки, в то время как её неожиданный пленник получает возможность связаться с Бобом. По наводке Тёрнера Партридж организует захват Абу-Саида, что вызывает ожидаемую реакцию со стороны Эббота. Между тем опасения Айрис оправдываются – вскоре её навещает Жубер, а Мэй обнаруживает те самые доказательства, о которых говорила Лорамер. Фоулер же, узнав о поступке Ллойда, идет на крайние меры, чтобы случившееся больше никогда не повторилось. Цитата, которая дала название эпизоду: «Быть или не быть — это не вопрос компромисса. Либо вам быть, либо не быть» — Голда Меир. |            |                                                       |                  | |                 |
| 9 | 9          | «Death is the Harvest» «Смерть-жатва»                 | Джейсон Смилович | Джейсон Смилович и Тодд Катцбург                                                                       | август 8, 2018  |
| Столкнувшись во время хаджа с человеком из прошлого, Мэйлер вспоминает при каких обстоятельствах им довелось познакомиться. Тем временем поведение Шарлы привлекает внимание Фрост, а Мэй получает ультимативное предложение от Эббота, которого вскоре ждет откровенный разговор с давним соперником. Тёрнер между тем наконец встречается с Калебом, однако планам мужчины по поводу обнародования информации о готовящемся теракте не суждено исполниться. Партридж же, узнав о положении дел, принимает ряд серьёзных решений, в то время как его племянник пытается изменить происходящее единственным оставшимся в его распоряжении способом. Цитата из сборника стихотворений, которая дала название эпизоду: «… Жизнь и Смерть; Пахота — это Жизнь, а Смерть — жатва» — Уолт Уитмен. |            |                                                       |                  | |                 |
| 10 | 10         | «Mistrust Blossoms» «Когда вера увядает»              | Джейсон Смилович | Джейсон Смилович и Тодд Катцбург                                                                       | август 15, 2018 |
| Выбравшись из машины, Джо находит способ связаться с Мэй. Заручившись её помощью, мужчина похищает раненную Фрост, чтобы поговорить с той по душам. Несмотря на ложь о недавно произошедшей перестрелке, Марти удается зародить в своем похитителе сомнения в мотивах Боба, который при встрече раскрывает племяннику ещё неизвестную тому часть информации. Тем временем пришедшая в себя Жубер решает отомстить своим работодателям, и через некоторое время, связавшись с Тёрнером, предлагает тому свои услуги в устранении зачинщика теракта. Цитата, которая дала название эпизоду: «Доверие умирает, но недоверие процветает» — Софокл. |            |                                                       |                  | |                 |

### Сезон 2 (2020)
| № общий | № в сезоне | Название                                                       | Режиссёр          | Автор сценария                                                                                          | Дата премьеры  |
| --- | ---------- | -------------------------------------------------------------- | ----------------- | --- | -------------- |
| 11 | 1          | «Exile is a Dream» «Изгнание - это мечта»                      | Эндрю МакКарти    | Джейсон Смилович & Тодд Катцбург                                                                        | 9 июня 2020    |
| Джо путешествует по Европе, когда к нему обращается русский агент, который говорит, что может идентифицировать "крота" в ЦРУ в обмен на защиту. Джо начинает понимать, что сбежать от своей прежней жизни, может оказаться, невозможно. Цитата из книги, которая дала название эпизоду: «… "Изгнание-это мечта о славном возвращении» — Салман Рушди. |            |                                                                |                   | |                |
| 12 | 2          | «If It Serves a Greater Good» «Если это послужит благому делу» | Эндрю МакКарти    | Майкл Оутс Палмер                                                                                       | 9 июня 2020    |
| Джо делает новое открытие в охоте на "крота". Одновременно он осознает, что не одинок в наблюдении за потенциальным лидером. Цитата, которая дала название эпизоду, приписываемая Олдричу "Рику" Эймсу: «… ложь — это неправильно, сынок, но если она служит большему благу, это нормально».                                                          |            |                                                                |                   | |                |
| 13 | 3          | «A Former KGB Man» «Бывший сотрудник КГБ»                      | Али Селим         | Дария Полатин                                                                                           | 16 июня 2020   |
| Джо заманивают обратно в опасную зону, когда он подозревает, что убийца Боба и "крот" могут быть одним и тем же человеком. Цитата, которая дала название эпизоду: «Не бывает бывших сотрудников КГБ» — Путин В.В. |            |                                                                |                   | |                |
| 14 | 4          | «Not What He Thinks He Is» «Не тот, кем себе кажется»          | Али Селим         | Мак Маршалл                                                                                             | 23 июня 2020   |
| Цитата, которая дала название эпизоду: «Человек - это не то, что он думает, а то, что он скрывает» — Андре́ Мальро́ |            |                                                                |                   | |                |
| 15 | 5          | «Out Of His Exile» «Вернуться из изгнания»                     | Алексис Острандер | Джейкоб Хелд                                                                                            | 30 июня 2020   |
| Цитата, которая дала название эпизоду: «Каждый должен выйти из изгнания по-своему» — Ма́ртин Бу́бер |            |                                                                |                   | |                |
| 16 | 6          | «An Offer Of Enrollment» «Предложение вступить»                | Алексис Острандер | Джейсон Смилович, Тодд Катцбург и Эми Сато                                                              | 7 июля 2020    |
| Цитата, которая дала название эпизоду: «Никто не смотрит дважды на предложение о зачислении в элитные силы» — Ким Филби |            |                                                                |                   | |                |
| 17 | 7          | «A Perspective, Not the Truth» «Точка зрения, а не истина»     | Рейчел Лейтерман  | Джейсон Смилович, Тодд Катцбург и Рейчел Полодж                                                         | 14 июля 2020   |
| Цитата, которая дала название эпизоду: «Все, что мы слышим, это мнение, а не факт. Все, что мы видим, это перспектива, а не правда» — Марк Аврелий |            |                                                                |                   | |                |
| 18 | 8          | «The Road We Take» «Путь, который мы выбираем»                 | Рейчел Лейтерман  | Сюжет : Джейсон Смилович, Тодд Катцбург и Дарья Полатин Телесценарий : Джейсон Смилович и Тодд Катцбург | 21 июля 2020   |
| Цитата, которая дала название эпизоду: «Мы часто встречаем свою судьбу на нашем пути, чтобы избежать её» — Жан де Лафонте́н |            |                                                                |                   | |                |
| 19 | 9          | «The Greatest Hazard» «Худшая из опасностей»                   | Джейсон Смилович  | Джейсон Смилович и Тодд Катцбург                                                                        | 28 июля 2020   |
| Цитата, которая дала название эпизоду: «Величайшая опасность из всех, потеря себя, может произойти очень тихо в мире, как будто ничего не произошло» — Сёрен Обье Кьеркегор |            |                                                                |                   | |                |
| 20 | 10         | «Not Necessarily to Lose» «Не значит потерять»                 | Джейсон Смилович  | Джейсон Смилович и Тодд Катцбург                                                                        | 4 августа 2020 |
| Цитата, которая дала название эпизоду: «Изменение не обязательно означает утрату своей самобытности; изменение иногда означает его обретение» — Джордж Браун Тиндалл |            |                                                                |                   | |                |